# Hedayat Mostafa Quli
Hedayat Mostafa Quli (persisch مصطفی قلی هدایت فهیم الدوله; * 1878 in Tehran; † 1939) war ein persischer Diplomat.

## Herkunft
Mustqafá Qulí Khán war einer von fünf Söhnen von Husain Qulí Khan Mukhbir-ud-Daulah, welcher von seinem Vater am 16. Juli 1897 das Amt des Telegraphenministers geerbt hatte, es durch die Konstitutionelle Revolution im April 1906 verlor, am 7. Juni 1908 zum Administrator des Telegrafenministeriums ernannt wurde und im Mai 1909 wieder zum Telegrafenminister ernannt worden war, wofür er Mohammed Ali Schah mit einem Beitrag von 10.000 britischen Pfund bei dessen staatsstreichartiger Parlamentsauflösung am 23. Juni 1908 unterstützte.

## Werdegang
Hedayat Mostafa Quli war ein langjähriger Mitarbeiter des persischen Außenministeriums. Von 1915 bis 1916 war er Chef des Protokolls des persischen Außenministeriums. 1916 war er Unterstaatssekretär des Justizministeriums. Von Juli bis November 1920 war er Staatssekretär im Außenministerium. Von 1924 bis 1927 war er persischer Gesandter in Bern.
Im Oktober 1934 war er offizieller Gastgeber (genabdar) des Kronprinzen von Schweden während seines Besuchs in Persien.